# Feminismo descontrutivista
O feminismo descontrutivista é um movimento que tem suas origens no feminismo radical, acredita ser o sexo (tanto no sentido biológico quanto social) uma construção social, que deve ser rejeitada enquanto unidade de classificação. 
Para esse tipo de feminismo, o paradigma de dois sexos deve ser substiuído por outro, que considere diversas sexualidades.